# 明安里
23°18′09″N 116°25′44″E / 23.30250°N 116.42889°E
明安里位于中国广东省汕头市潮阳区铜盂镇洋美村(俗名洋尾寮)，是一处以的潮汕传统民居为主题的旅游景点，占地50多亩，其主体建筑由八座潮汕传统民居“四点金”、和一座后库环绕一座祠堂而共同构成，在潮汕民居中属于“九龙吐珠”格局。它由香港企业家吴镇明及其夫人吴素真自2001年10月开始捐资兴建，于2004年12月31日落成竣工。

## 结构

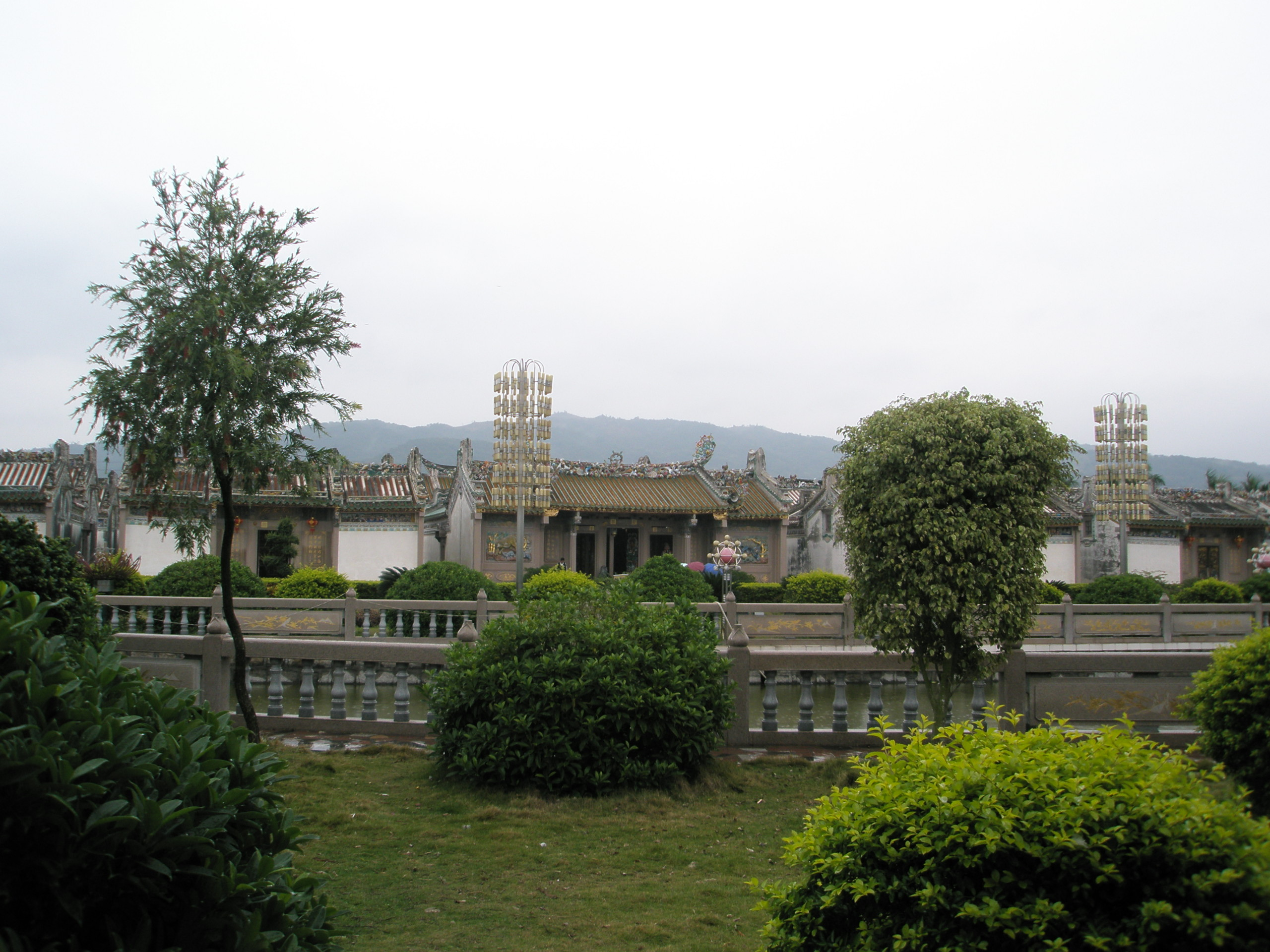
明安里

各座四点金均采用灰木琉璃瓦结构，梁架之间饰以鲜艳的潮州金漆木雕和油画彩绘,屋脊飞檐配以潮州嵌瓷点缀。另外还有泥粉画、石刻等潮汕民间传统工艺，故也被誉为“潮汕民俗文化之窗”。而牌匾和壁联是邀请史树青、沈鹏、孙秩青、单国强、王学仲、王琦、刘大为、佟韦、聂成文、陈政明、肖映川等数十位现代书画家题写的。

## 特色
祠前的照壁建成为历代百位状元墨宝的碑林。